# Gorczycznik
Gorczycznik (Barbarea Aiton) – rodzaj roślin z rodziny kapustowatych obejmujący ok. 22–28 gatunków roślin zasiedlających strefę umiarkowaną półkuli północnej. Największe zróżnicowanie gatunków występuje w południowej Europie i na Bliskim Wschodzie. Należą tu rośliny dwuletnie i byliny. 
Niektóre gatunki są jadalne. Zwłaszcza pojawiające się wczesną wiosną rozety liści gorczycznika wiosennego spożywane są w postaci sałatek.

## Rozmieszczenie geograficzne
Rodzaj ma centrum zróżnicowania w Europie i południowo-zachodniej części Azji. Dwa gatunki są endemitami Chin (B. taiwaniana i B. hongii), jeden Tasmanii (B. australis), a zasięg czterech gatunków obejmuje także Amerykę Północną (B. orthoceras, B. stricta, B. verna, B. vulgaris).
Gatunki flory Polski
- gorczycznik pospolity Barbarea vulgaris W.T.Aiton – gatunek rodzimy
- gorczycznik pośredni Barbarea intermedia Boreau – antropofit zadomowiony
- gorczycznik prosty Barbarea stricta Andrz. – gatunek rodzimy
- gorczycznik wiosenny Barbarea verna (Mill.) Asch. – efemerofit

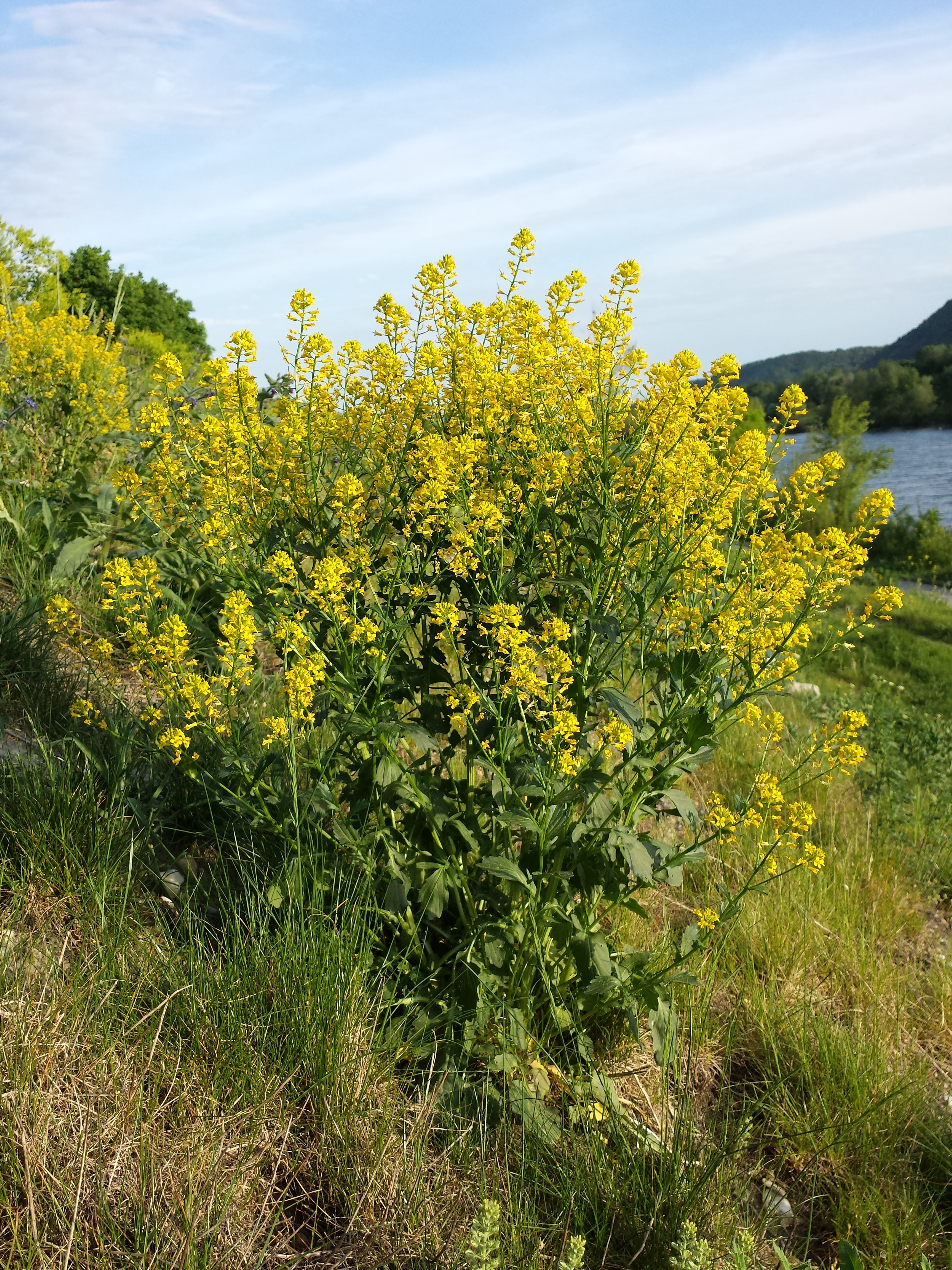
Gorczycznik pospolity Barbarea vulgaris
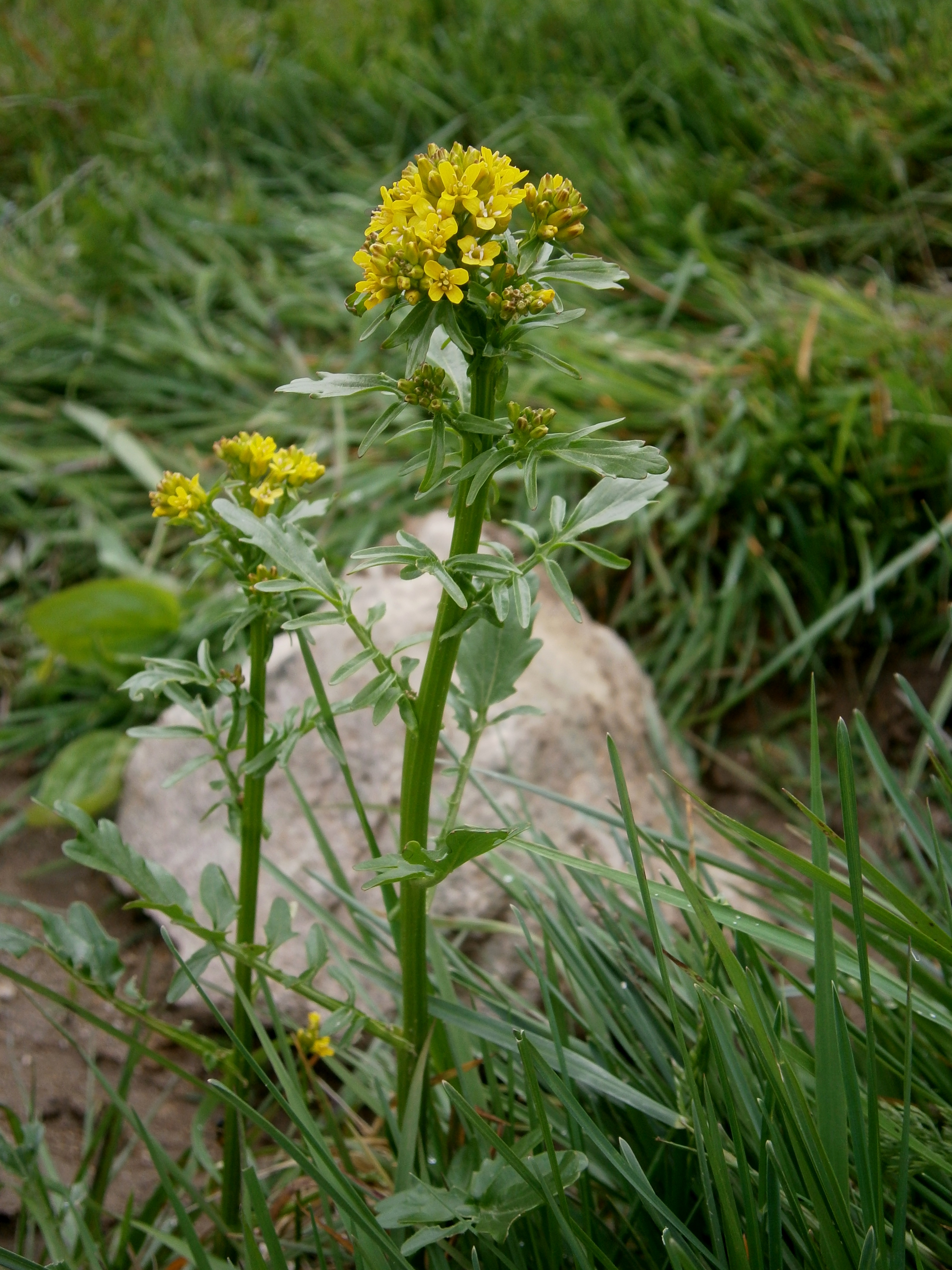
Gorczycznik pośredni Barbarea intermedia
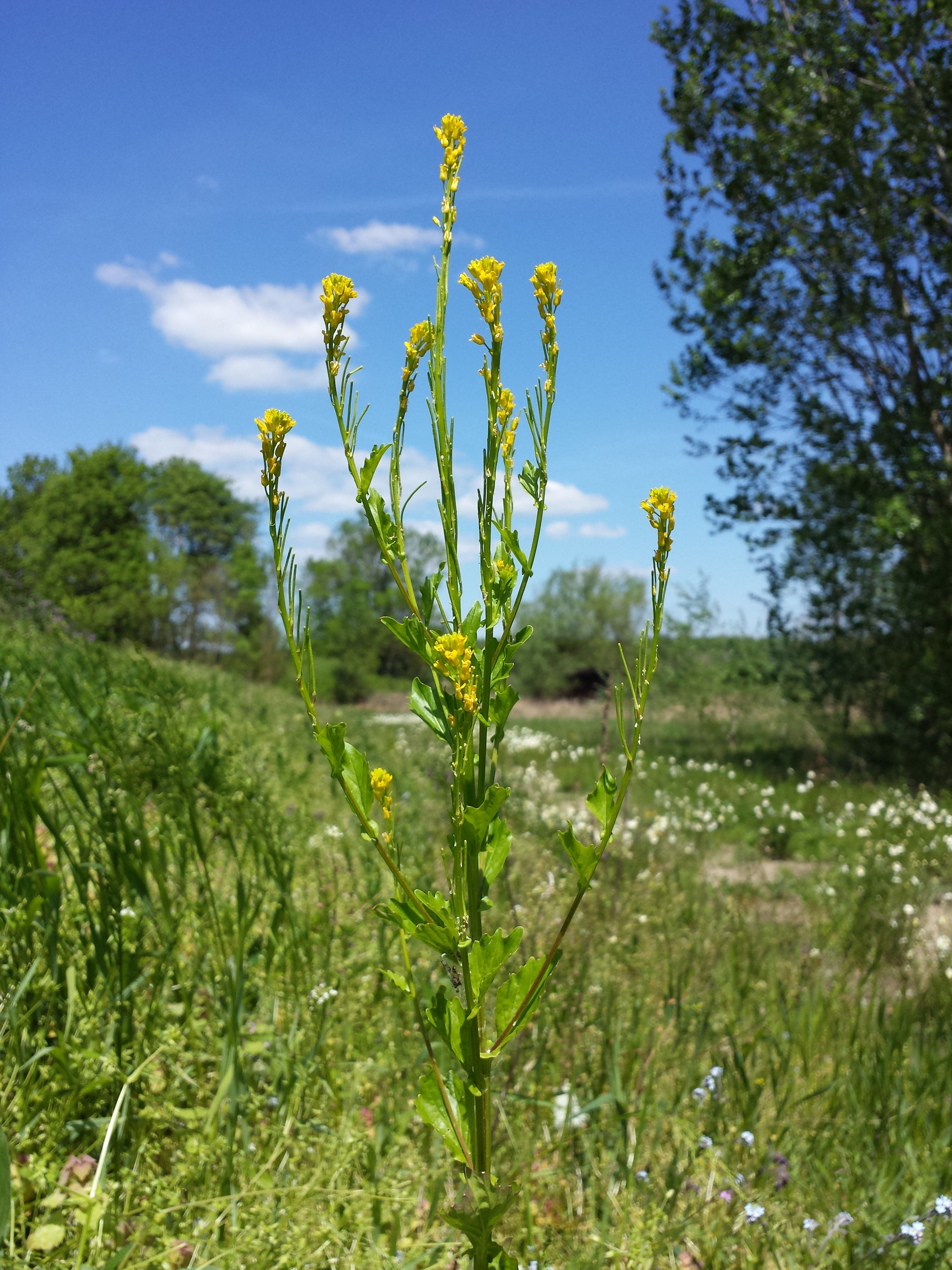
Gorczycznik prosty Barbarea stricta
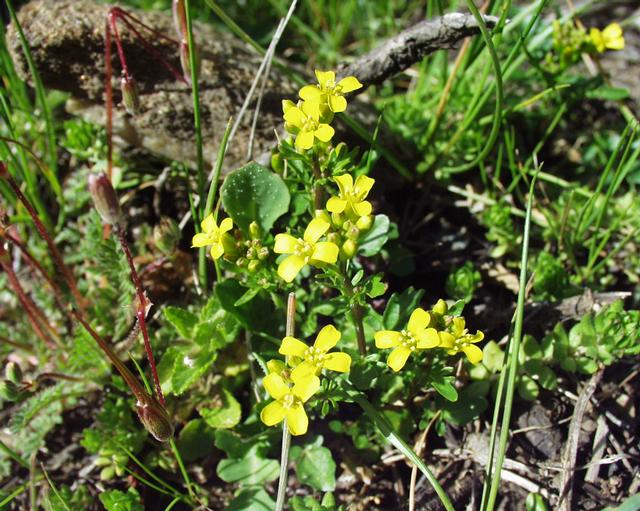
Gorczycznik wiosenny Barbarea verna

## Morfologia
PokrójRośliny dwuletnie i byliny, czasem u nasady drewniejące, rzadko rośliny jednoroczne. Pędy nagie, rzadko rzadko owłosione, wzniesione prosto lub podnoszące się rozgałęzione w górnej części, często z łodygą bruzdowaną.
LiściePrzyziemne i łodygowe, całobrzegie, podzielone, rzadko ząbkowane.
KwiatyPromieniste, niewielkie, 4-krotne, zebrane w grona. Działki bez woreczkowatych rozdęć lub zewnętrzne rozdęte, czasem trwałe. Płatki żółte. Pręciki czterosilne; 4 wewnętrzne dłuższe od 2 zewnętrznych.
OwoceŁuszczyny równowąskie lub eliptyczno-równowąskie, zwykle nagie.

## Systematyka
Pozycja systematyczna
Rodzaj z rodziny kapustowatych (Brassicaceae). W obrębie rodziny klasyfikowany do plemienia Cardamineae.
Wykaz gatunków
- Barbarea anfractuosa (Hartvig & Å.Strid) Bagci & Savran
- Barbarea auriculata Hausskn. ex Bornm.
- Barbarea australis Hook.f.
- Barbarea balcana Pancic
- Barbarea bosniaca Murb.
- Barbarea brachycarpa Boiss.
- Barbarea bracteosa Guss.
- Barbarea duralii Bagci & Savran
- Barbarea × gradlii Murr
- Barbarea grandiflora N.Busch
- Barbarea grayi Hewson
- Barbarea hongii Al-Shehbaz & G.Yang
- Barbarea integrifolia DC.
- Barbarea intermedia Boreau – gorczycznik pośredni
- Barbarea × krausei P.Fourn.
- Barbarea lepuznica Nyár.
- Barbarea longirostris Velen.
- Barbarea lutea Coode & Cullen
- Barbarea macrocarpa (Boiss. & Heldr.) Al-Shehbaz & Jacquemoud
- Barbarea oligosperma K.Koch
- Barbarea orthoceras Ledeb.
- Barbarea plantaginea DC.
- Barbarea platycarpa Hausskn. ex Bornm.
- Barbarea rupicola Moris
- Barbarea × schulzeana Hausskn.
- Barbarea sicula C.Presl
- Barbarea stricta Andrz. ex Besser – gorczycznik prosty
- Barbarea taiwaniana Ohwi
- Barbarea trichopoda Hausskn. ex Bornm.
- Barbarea verna (Mill.) Asch. – gorczycznik wiosenny
- Barbarea vulgaris W.T.Aiton – gorczycznik pospolity